# Hiroshi Kanazawa
Hiroshi Kanazawa, és un exfutbolista japonès.

## Selecció japonesa
Hiroshi Kanazawa va disputar 2 partits amb la selecció japonesa.